# La casa dei salici al vento
La casa dei salici al vento (Anne of Windy Poplars) è un romanzo epistolare della scrittrice canadese Lucy Maud Montgomery, pubblicato nel 1936. Prendendo in considerazione lo svolgersi della trama, il romanzo è il quarto libro della saga di Anna dai capelli rossi. Tuttavia, nel complesso degli undici libri incentrati in vario modo sulla storia di Anna Shirley, è il nono in ordine di pubblicazione. L'autrice infatti, dopo aver scritto un primo nucleo di otto romanzi, tornò a distanza di anni sulla saga, scrivendo altri tre capitoli (tra cui La casa dei salici al vento) che narravano momenti della vita di Anna precedentemente tralasciati. 
Il romanzo riporta la corrispondenza (opportunamente "censurata" dall'autrice quando diventa troppo intima) tra Anna Shirley e il suo fidanzato Gilbert Blythe nei tre anni successivi alla laurea, quando la ragazza ricopre i ruoli di preside e insegnante in una scuola superiore.

## Trama
Anna Shirley, dopo essersi laureata all'Università di Redmond ed essersi fidanzata con Gilbert Blythe (fatti narrati ne Il baule dei sogni), diventa preside presso la Scuola Superiore Summerside, dove insegna anche geometria. Va ad abitare in una pensione chiamata Windy Willows dove vivono due anziane vedove, zia Kate e zia Chatty, la loro eccentrica governante Rebecca Dew e Dusty Miller, il gatto.
All'inizio, per Anna l'esperienza con la città e con il suo nuovo lavoro è decisamente problematica e dovrà imparare a gestire i membri della famiglia Pringle, il più potente clan della città da subito ostile nei suoi confronti: il posto di preside doveva infatti spettare a un membro della famiglia, ma era stato attribuito all'ultimo momento a Anna, per i suoi meriti indiscutibili.
Col passare del tempo l'aperta ostilità della città nei confronti di Anna finisce per rendere la situazione insostenibile facendo arrivare la ragazza a un passo dalle dimissioni. Improvvisamente Anna viene per caso in possesso di un antico diario, dove viene raccontata la vita di un grande capostipite del clan Pringle, contenente informazioni molto compromettenti. Per evitare lo scandalo, i Pringle decidono di riconciliarsi con Anna, che finalmente riesce a inserirsi nella vita della città e a farsi rispettare come preside e come insegnante.
Alla fine del romanzo, Anna ritorna ad Avonlea per sposarsi con Gilbert.

## Osservazioni
Con questo romanzo si chiude definitivamente una parte della vita di Anna, iniziata quattordici anni prima con il suo arrivo a Green Gables a casa dei suoi genitori adottivi. Fino ad ora abbiamo visto Anna inserita nel mondo della scuola, prima come alunna, poi come insegnante, poi ancora come studentessa universitaria
ed infine come preside. Da adesso in poi, Anna, smessi gli abiti di eterna adolescente, inizierà la sua nuova vita di moglie e di madre dei suoi sei figli, abbandonando definitivamente la carriera di insegnante e di scrittrice. Nei romanzi successivi comincerà quindi la sua nuova importante avventura di donna, ma la storia della piccola Anna dai capelli rossi iniziata tanti anni prima, si può dire che finisca qui.

## Adattamenti televisivi
Il romanzo, con i precedenti L'età meravigliosa e Il baule dei sogni sono alla base della miniserie televisiva canadese Anna dai capelli rossi - Il sequel (CBC Television 1987), reperibile su DVD anche in lingua italiana.

## Edizioni
- Lucy Maud Montgomery, La casa dei salici al vento, traduzione di Anna Solinas, collana Corticelli, Mursia, 1990,  p. 270, ISBN 88-425-3048-4.
- Lucy Maud Montgomery, Anna dai Capelli Rossi - Anna dei pioppi fruscianti, traduzione di Ilaria Isaia, e-book, Il Gatto e La Luna, 2013, ISBN 978-88-96104-21-7.